# メチレンテトラヒドロ葉酸レダクターゼ (フェレドキシン)
メチレンテトラヒドロ葉酸レダクターゼ (フェレドキシン)(methylenetetrahydrofolate reductase (ferredoxin))は、次の化学反応を触媒する酸化還元酵素である。
5-メチルテトラヒドロ葉酸 + 2 酸化型フェレドキシン {\displaystyle \rightleftharpoons } 5,10-メチレンテトラヒドロ葉酸 + 2 還元型フェレドキシン + 2 H+
反応式の通り、この酵素の基質は5-メチルテトラヒドロ葉酸と酸化型フェレドキシン、生成物は5,10-メチレンテトラヒドロ葉酸と還元型フェレドキシンとH+である。
組織名は5-methyltetrahydrofolate:ferredoxin oxidoreductaseで、別名に5,10-methylenetetrahydrofolate reductaseがある。